# Capitalismo: Uma História de Amor
Capitalism: A Love Story (bra/prt: Capitalismo: Uma História de Amor) é um documentário estadunidense de 2009, dirigido e escrito por Michael Moore.
Estreou na 66.ª edição do Festival de Veneza em 6 de setembro de 2009 no circuito da competição oficial pelo Leão de Ouro.[carece de fontes?]
O filme se centra na crise financeira global de 2007–2009, na transição do governo de George W. Bush para Barack Obama e no pacote de estímulo à economia sancionado pelo último.

## Sinopse
Filme mostra a crise econômica de 2008, que abalou os mercados do mundo e levou empresas, instituições financeiras e até indivíduos comuns à falência. O cineasta Michael Moore entrevistou operários que ocuparam indústrias desativadas e pessoas que retomaram suas casas após enfrentar ordens de despejo, além de denunciar crimes de seguradoras que forjaram situações para lucrar com a crise.